# Flaumfußtauben

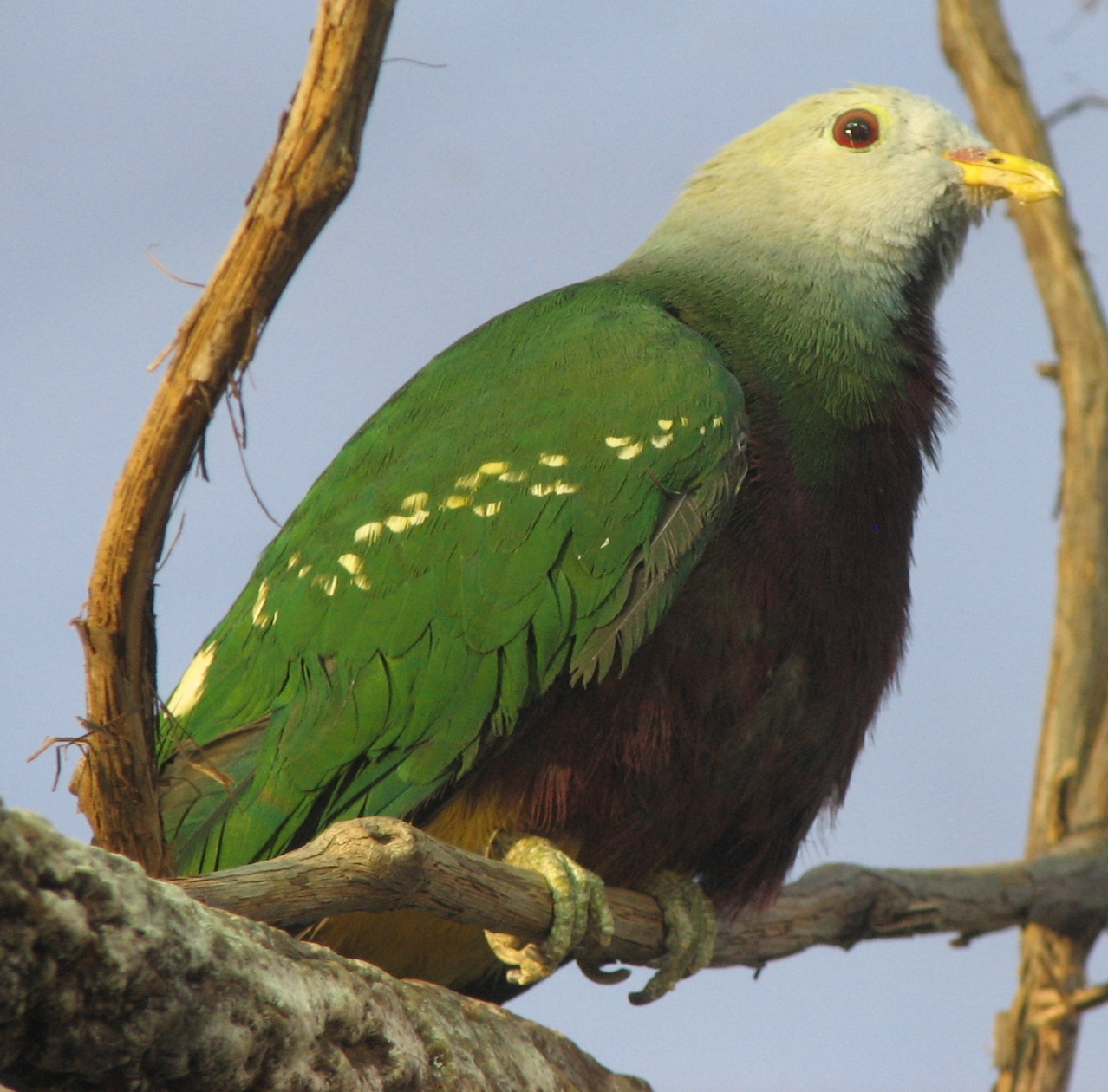
Langschwanz-Fruchttaube

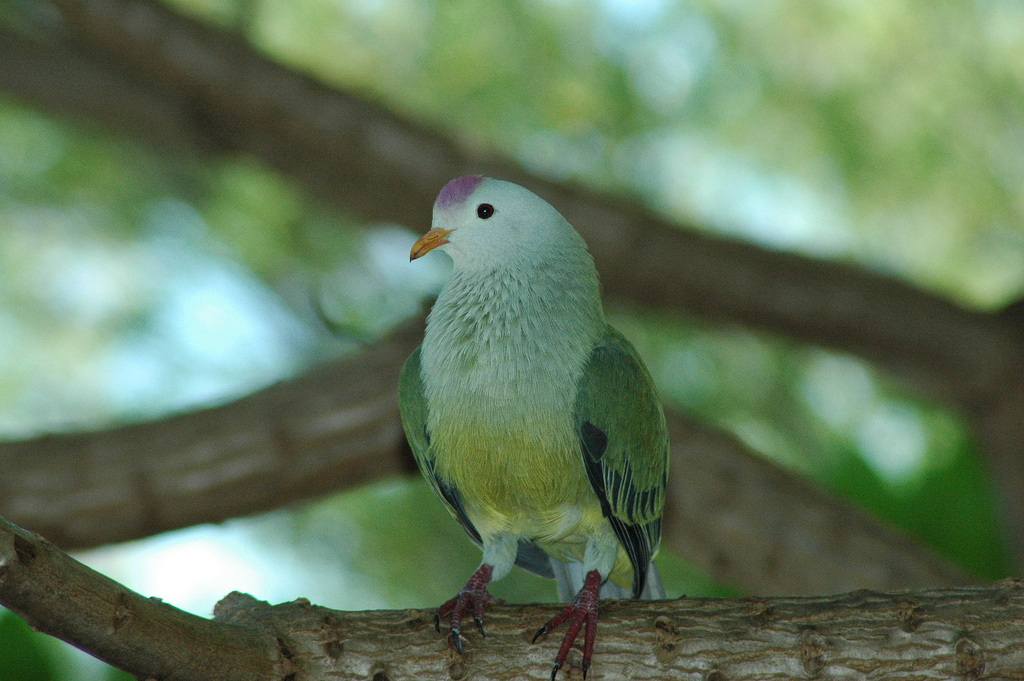
Ptilinopus coralensis

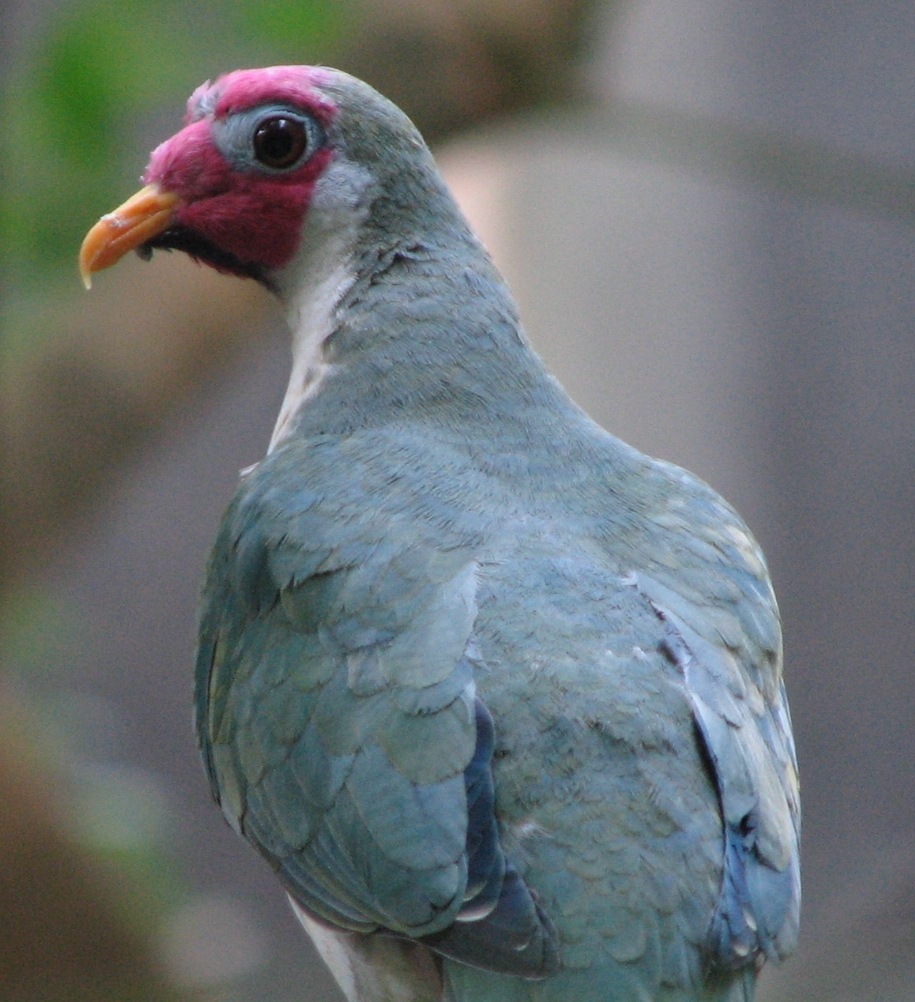
Jambufruchttaube

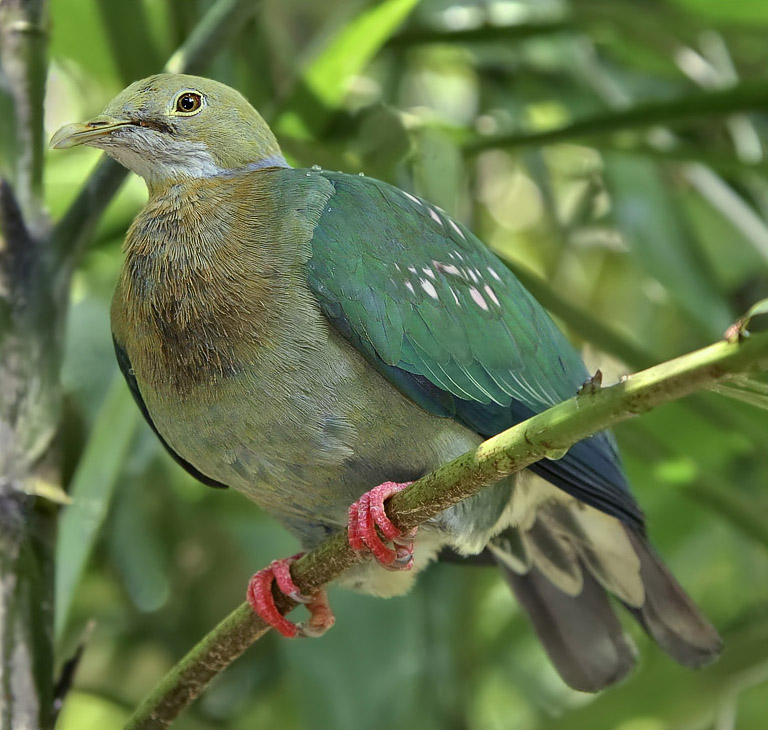
Rosaflecken-Fruchttaube im Jurong Bird Park

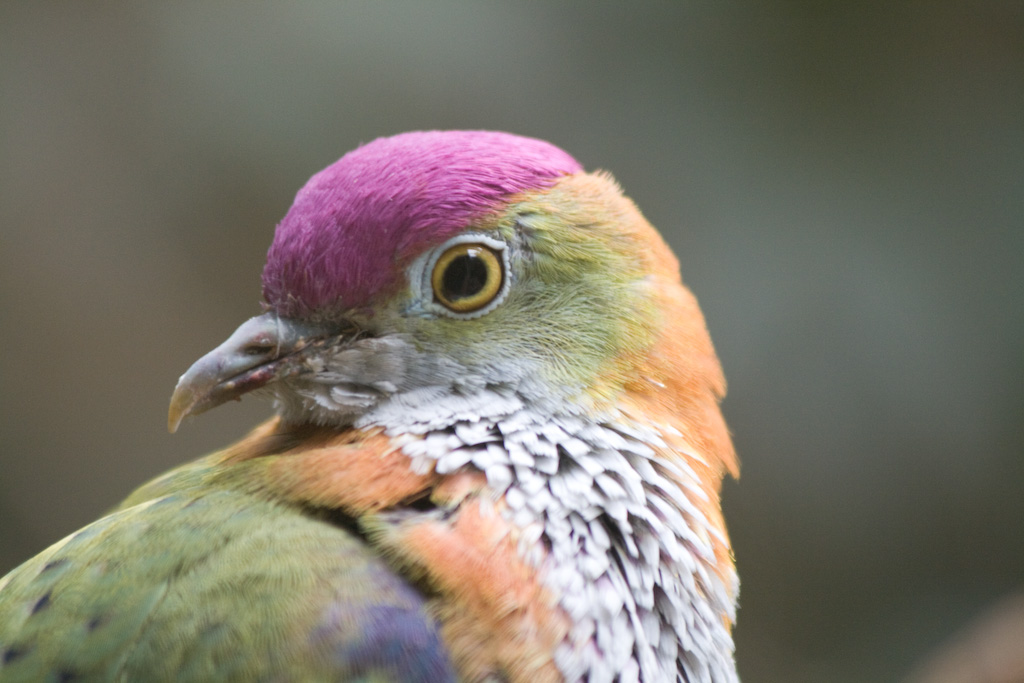
Prachtfruchttaube

Die Flaumfußtauben (Ptilinopus) sind eine artenreiche Gattung der Taubenvögel. Sie zählen zu den Fruchttauben.

## Erscheinungsbild
Flaumfußtauben sind kompakt gebaute Tauben. Im Körperbau ähneln sie den Grüntauben. Die meisten Arten haben eine Körpergröße, die der der Lachtaube entspricht. Die kleinste Art ist die Zwergfruchttaube, die mit einer Körperlänge von 13 bis 15 Zentimetern Sperlingsgröße hat. Die Prachtfruchttaube dagegen erreicht mit einer Körperlänge von bis zu 28 Zentimetern die Länge einer Ringeltaube. Viele Arten sind ausgesprochen farbenprächtig. So weist das Männchen der Prachtfruchttaube ein breites orangenfarbenes Band auf, das scharf gegen das graugrüne Kopfgefieder abgesetzt ist. Viele Arten tragen rote Kappen. Das ist neben der Prachtfruchttaube beispielsweise bei der Rotkappen-Fruchttaube, der Lilakappen-Fruchttaube sowie der Rotbauch-Fruchttaube der Fall.

## Verbreitung und Verhalten
Flaumfußtauben kommen in Polynesien, auf den Molukken, den Salomonen-Inseln, Sulawesi, Neuguinea, Sumatra, Java, Kalimantan und den Philippinen sowie im Osten und Nordosten des australischen Kontinents vor. Einige Arten haben ein nur sehr kleines Verbreitungsgebiet. Die Makateafruchttaube kommt beispielsweise ausschließlich auf der 24 Quadratkilometer großen Insel Makatea vor.
Die Nahrung besteht überwiegend aus Früchten und Beeren. Einige Arten verzehren zusätzlich Knospen, junge grüne Pflanzenteile und kleine Wirbellose. Das Nest wird in Bäumen oder Sträuchern und nicht auf dem Boden errichtet. Vermutlich bei allen Arten besteht das Gelege nur aus einem Ei.

## Arten
Die Gattung der Flaumfußtauben umfasst fünfzig Arten:
- Weißkopf-Flaumfußtaube,  Ptilinopus cinctus
- Graubauch-Fruchttaube, Ptilinopus alligator
- Rotnacken-Flaumfußtaube,  Ptilinopus dohertyi
- Rothals-Flaumfußtaube,  Ptilinopus porphyreus
- Blutschwingen-Fruchttaube,  Ptilinopus marchei
- Merrill-Fruchttaube,  Ptilinopus merrilli
- Gelbbrust-Fruchttaube,  Ptilinopus occipitalis
- Fischerfruchttaube,  Ptilinopus fischeri
- Jambufruchttaube,  Ptilinopus jambu
- Dunkelkinn-Fruchttaube,  Ptilinopus subgularis
- Schwarzkehl-Fruchttaube,  Ptilinopus leclancheri
- Scharlachbrust-Fruchttaube,  Ptilinopus bernsteinii
- Langschwanz-Fruchttaube,  Ptilinopus magnificus
- Rosaflecken-Fruchttaube,  Ptilinopus perlatus
- Schmuckfruchttaube,  Ptilinopus ornatus
- Silberfleck-Fruchttaube,  Ptilinopus tannensis
- Gelbstirn-Fruchttaube,  Ptilinopus aurantiifrons
- Goldschulter-Fruchttaube,  Ptilinopus wallacii
- Prachtfruchttaube,  Ptilinopus superbus
- Gilbflaumfußtaube,  Ptilinopus perousii
- Rotscheitel-Fruchttaube,  Ptilinopus porphyraceus
- Palau-Fruchttaube,  Ptilinopus pelewensis
- Rarotonga-Fruchttaube,  Ptilinopus rarotongensis
- Marianen-Fruchttaube,  Ptilinopus roseicapilla
- Rosakappen-Fruchttaube,  Ptilinopus regina
- Salomonen-Fruchttaube,  Ptilinopus richardsii
- Purpurkappen-Fruchttaube,  Ptilinopus purpuratus
- Makateafruchttaube. Ptilinopus chalcurus
- Tuamotufruchttaube, Ptilinopus coralensis
- Rotbauch-Fruchttaube,  Ptilinopus greyii
- Rapafruchttaube,  Ptilinopus huttoni
- Weißkappen-Fruchttaube,  Ptilinopus dupetithouarsii
- Rotbart-Fruchttaube,  Ptilinopus mercierii, vermutlich ausgestorben
- Henderson-Fruchttaube,  Ptilinopus insularis
- Lilakappen-Fruchttaube,  Ptilinopus coronulatus
- Rotkappen-Fruchttaube,  Ptilinopus pulchellus
- Blaukappen-Fruchttaube,  Ptilinopus monacha
- Korallen-Flaumfußtaube,  Ptilinopus rivoli
- Gelbbauch-Fruchttaube,  Ptilinopus solomonensis
- Rotlatz-Fruchttaube,  Ptilinopus viridis
- Weißkopf-Fruchttaube,  Ptilinopus eugeniae
- Orangebauch-Fruchttaube,  Ptilinopus iozonus
- Knopf-Flaumfußtaube,  Ptilinopus insolitus
- Blaukopf-Fruchttaube,  Ptilinopus hyogaster
- Karunkel-Fruchttaube oder Warzenfruchttaube,  Ptilinopus granulifrons
- Schwarznacken-Fruchttaube,  Ptilinopus melanospila
- Zwergfruchttaube,  Ptilinopus nanus
- Negros-Fruchttaube,  Ptilinopus arcanus – vermutlich in der zweiten Hälfte des 20. Jahrhunderts ausgestorben
- Rote Fidschi-Flaumfußtaube,  Ptilinopus victor
- Gelbe Fidschi-Flaumfußtaube,  Ptilinopus luteovirens
- Gelbkopf-Fruchttaube,  Ptilinopus layardi
- Kosrae-Fruchttaube, Ptilinopus hernsheimi

## Belege